# Liste der Biografien/Haup
Liste der Biografien |
Portal Biografien |
Personensuche
# |
A |
B |
C |
D |
E |
F |
G |
H |
I |
J |
K |
L |
M |
N |
O |
P |
Q |
R |
S |
T |
U |
V |
W |
X |
Y |
Z |
?
 
Ha |
Hd |
He |
Hi |
Hj |
Hk |
Hl |
Hm |
Hn |
Ho |
Hr |
Hs |
Ht |
Hu |
Hv |
Hw |
Hy
 
Haa |
Hab |
Hac |
Had |
Hae–Haf |
Hag |
Hah |
Hai |
Haj |
Hak |
Hal |
Ham |
Han |
Hao |
Hap |
Haq |
Har |
Has |
Hat |
Hau |
Hav |
Haw |
Hax |
Hay |
Haz
 
Haua |
Haub |
Hauc |
Haud |
Haue |
Hauf |
Haug |
Hauk |
Haul |
Haum |
Haun |
Hauo |
Haup |
Haur |
Haus |
Haut |
Hauv |
Hauw |
Haux |
Hauy |
Hauz
Die Liste der Biografien führt alle Personen auf, die in der deutschsprachigen Wikipedia einen Artikel haben. Dieses ist eine Teilliste mit 177 Einträgen von Personen, deren Namen mit den Buchstaben „Haup“ beginnt.

## Haup

### Haupe
- Haupe-Kalka, Agnieszka (* 1970), polnische Märchendichterin, Lyrikerin, Spieleentwicklerin und Übersetzerin
- Haupenthal, Reinhard (1945–2016), deutscher Esperantologe und Volapükist
- Haupenthal, Ursula (* 1955), deutsche Künstlerin und Komponistin
- Haupert, Franz (1907–1996), luxemburgischer Kunstturner

### Haupk
- Haupka, Klaus Peter (* 1946), deutscher Bahnradsportler und Radsportfunktionär

### Haupl
- Häupl, Engelbert (* 1936), österreichischer Kunstpädagoge, Maler, Grafiker und Bildhauer
- Häupl, Horst (1931–2020), deutscher Komponist und Musikschulleiter
- Häupl, Josef (1926–1984), österreichischer Maler
- Häupl, Karl (1893–1960), österreichischer Zahnarzt und Hochschullehrer
- Häupl, Michael (* 1949), österreichischer Politiker (SPÖ), Landtagsabgeordneter, Bürgermeister von WienMichael Häupl (* 1949)

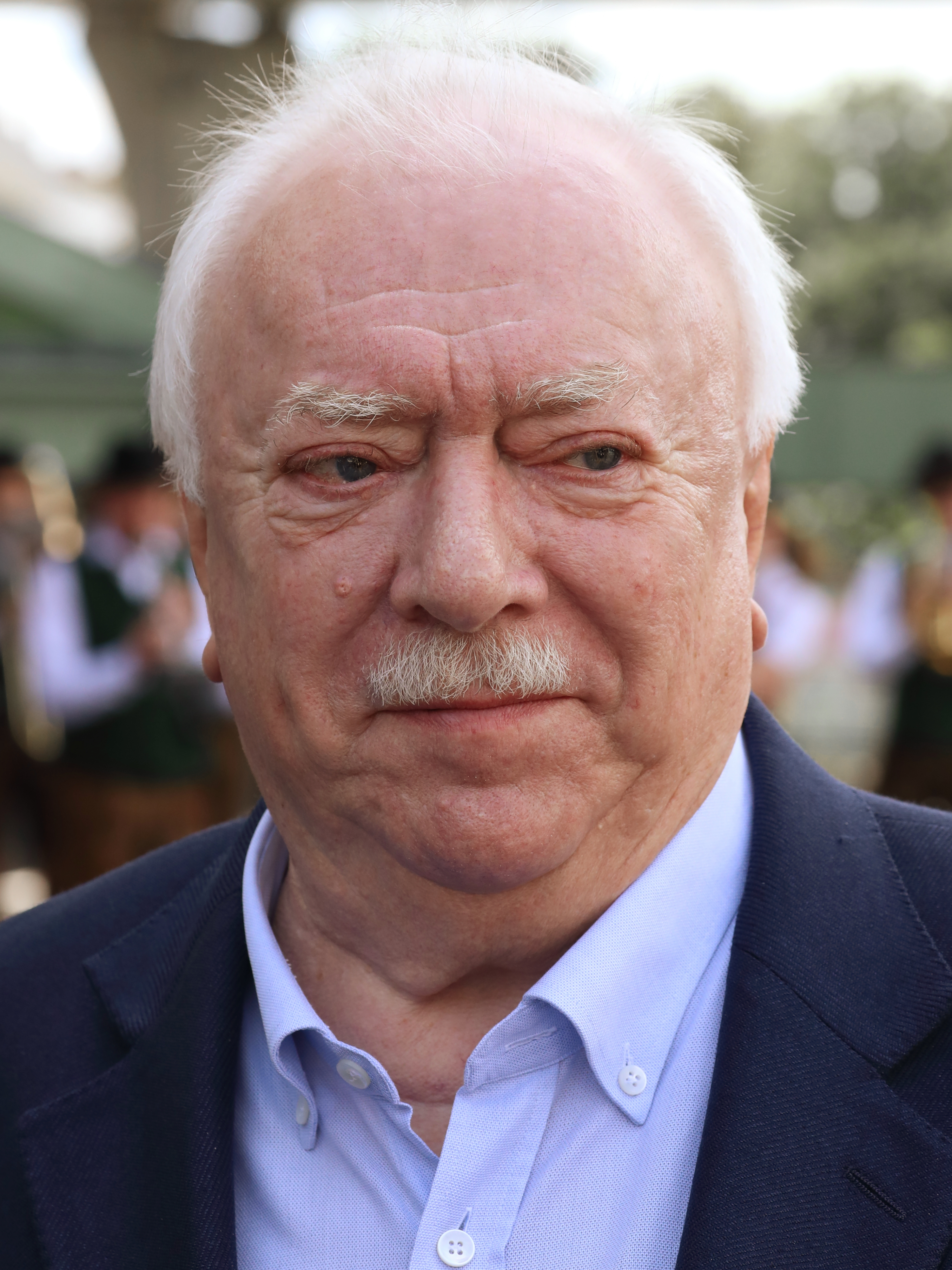
Michael Häupl (* 1949)

- Häupl, Waltraud (1935–2023), österreichische Kunsterzieherin, Buchautorin und Spezialistin zum Thema Aktion T4
- Häupler, Karl (1906–1945), deutscher Jurist und Politiker (NSDAP)

### Haupt
- Haupt, Aegidius (1861–1930), Veterinär und banatschwäbischer Mundartdichter
- Haupt, Albrecht (1852–1932), deutscher Architekt und Hochschullehrer
- Haupt, Albrecht (* 1929), deutscher Kirchenmusiker
- Haupt, Andreas (1813–1893), deutscher Pfarrer, Museumsdirektor, Dozent und Schulrektor
- Haupt, Anton (1826–1889), deutscher Politiker (NLP), MdR, Bürgermeister von Wismar
- Haupt, Anton (der Ältere) (1800–1835), Jurist und Bürgermeister von Wismar
- Haupt, Arthur (1890–1952), deutscher Politiker (SPD), MdBB
- Haupt, August (1810–1891), deutscher Organist, Musikpädagoge und Komponist
- Haupt, Berthold (1904–1933), deutscher Buchdrucker, Kämpfer gegen den Nationalsozialismus
- Haupt, Carl Jakob (1984–2019), deutscher Blogger, Künstler und Autor
- Haupt, Christian (* 1980), deutscher TriathletChristian Haupt (* 1980)

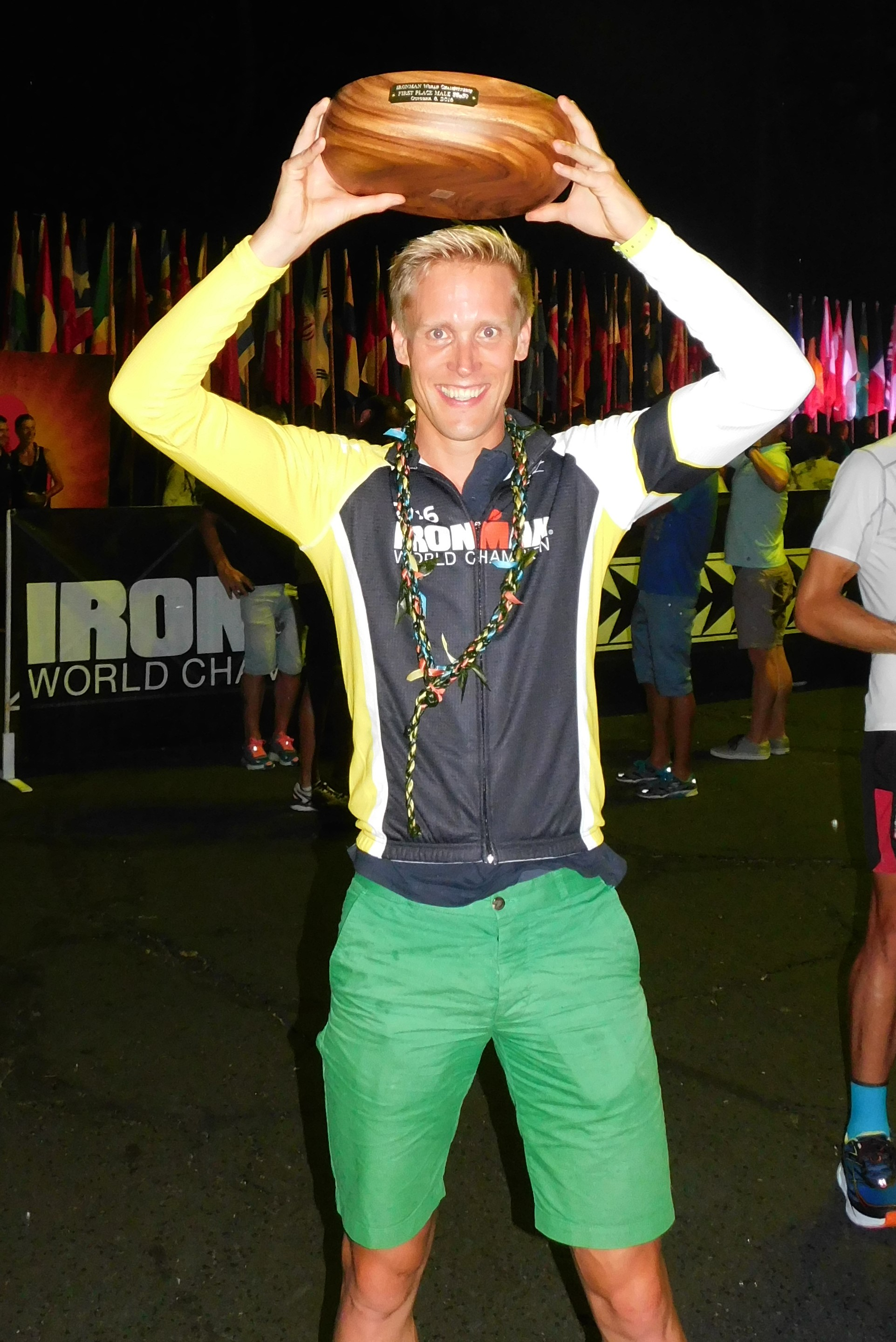
Christian Haupt (* 1980)

- Haupt, Dorothea (1929–2022), deutsche Architektin
- Haupt, Eckart (* 1945), deutscher Flötist, Hochschullehrer und Orchestermusiker
- Haupt, Eduard (1805–1868), deutscher Theologe, Mitglied der Frankfurter Nationalversammlung
- Haupt, Eleni (* 1967), Schweizer Schauspielerin
- Haupt, Emil (1819–1866), deutscher Arzt und nassauischer Politiker
- Haupt, Enid A. (1906–2005), US-amerikanische Philanthropin
- Haupt, Erich (1841–1910), deutscher evangelischer Theologe
- Haupt, Ernst Friedrich (1774–1843), Bürgermeister der Stadt Zittau, Jurist, Historiker und Autor
- Haupt, František (1910–1938), tschechoslowakischer Radrennfahrer
- Haupt, Gabriele (* 1942), deutsche Skilangläuferin
- Haupt, Georg (1741–1784), schwedischer Designer und Möbeltischler
- Haupt, Georges (1928–1978), rumänisch-französischer Historiker
- Haupt, Gerhard (* 1919), deutscher Fußballspieler
- Haupt, Günter (1904–1946), deutscher Rechtswissenschaftler
- Haupt, Hans-Joachim (1876–1942), deutscher Generalmajor im Zweiten Weltkrieg
- Haupt, Hans-Peter (* 1967), deutscher Politiker (CDU), Bürgermeister von Wesseling
- Haupt, Hartmut (1932–2019), deutscher Organist, Orgelforscher, Orgeldenkmalpfleger, Musikwissenschaftler und Autor
- Haupt, Hartmut (1945–2013), deutscher Fußballspieler
- Haupt, Heike (* 1967), deutsche bildende Künstlerin, Malerin und Bildhauerin
- Haupt, Heinrich (* 1948), deutscher Politiker (SPD), MdL
- Haupt, Heinrich (* 1954), deutscher Diplomat
- Haupt, Heinz (1924–2010), deutscher Tischtennisspieler und -trainer
- Haupt, Heinz-Gerhard (* 1943), deutscher Historiker
- Haupt, Hellmuth (1934–2006), deutscher Schauspieler und Hörspielsprecher
- Haupt, Helmuth (* 1893), deutscher Jurist, Amtshauptmann und Landrat
- Haupt, Henri (* 2006), deutscher Tennisspieler
- Haupt, Herbert (* 1947), österreichischer Politiker (FPÖ, davor FPK und BZÖ)
- Haupt, Herbert Hans (1919–1942), deutscher Geheimagent
- Haupt, Herman (1817–1905), US-amerikanischer General im Sezessionskrieg und Eisenbahningenieur
- Haupt, Herman (1854–1935), deutscher Kirchen- und Studentenhistoriker
- Haupt, Hermann (1873–1959), deutscher Lehrer und Entomologe
- Haupt, Hermann F. (1926–2017), österreichischer Astronom und Hochschullehrer
- Haupt, Hubert (* 1969), deutscher AutomobilrennfahrerHubert Haupt (* 1969)

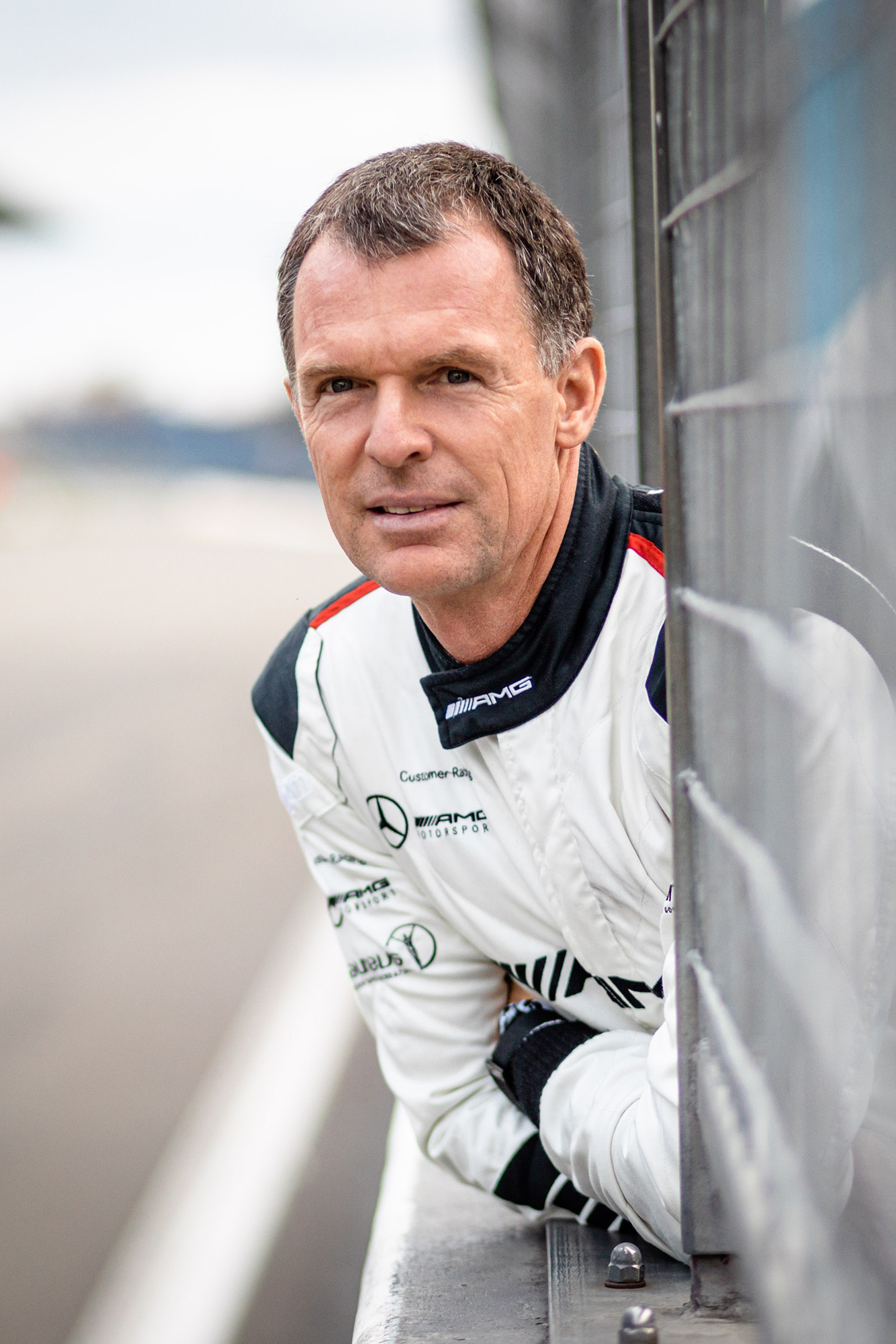
Hubert Haupt (* 1969)

- Haupt, Joachim (1900–1989), deutscher Politiker (NSDAP)
- Haupt, Joachim Leopold (1797–1883), deutscher evangelischer Pfarrer und Heimatforscher
- Haupt, Johann-Albrecht (* 1943), deutscher Rechtswissenschaftler und säkularer Humanist
- Haupt, Johannes V. († 1591), deutscher Kartäuserprior
- Haupt, Karl (1829–1882), deutscher Pfarrer und Volkskundler
- Haupt, Karl (1848–1907), deutscher Altphilologe und Gymnasiallehrer
- Haupt, Karl Hermann (1904–1983), deutscher Maler, Graphiker, Fotograf und Designer
- Haupt, Katja (* 1985), deutsche Rennrodeltrainerin
- Haupt, Klaus (* 1943), deutscher Politiker (FDP), MdB
- Haupt, Klaus-Peter (1953–2023), deutscher Gymnasiallehrer und Autor
- Haupt, Klaus-Werner (* 1951), deutscher Pädagoge und Schriftsteller
- Haupt, Kurt (* 1989), deutscher Rugbyspieler
- Haupt, Marie (1849–1928), deutsche Opernsängerin (Sopran)
- Haupt, Max (1870–1932), österreichischer Baumeister und Architekt
- Haupt, Moriz (1808–1874), deutscher klassischer Philologe und Germanist
- Haupt, Otto (1824–1899), deutscher Schuldirektor
- Haupt, Otto (* 1884), deutscher Fußballspieler
- Haupt, Otto (1887–1988), deutscher Mathematiker
- Haupt, Otto (1891–1966), deutscher Architekt, Kunstgewerbler und Hochschullehrer
- Haupt, Paul (1858–1926), deutscher Assyriologe und Bibelforscher
- Haupt, Paul (1889–1978), Schweizer Verleger
- Haupt, Paul Leberecht (1882–1954), deutscher Metallarbeiter, Gewerkschafter und Kommunalpolitiker
- Haupt, Peter (* 1941), deutscher politischer Beamter (SPD)
- Haupt, Richard (1846–1940), deutscher Gymnasiallehrer, Kunsthistoriker und Provinzialkonservator
- Haupt, Richard (* 1882), deutscher Fußballspieler
- Haupt, Rudolf (* 1908), deutscher Autor, Maler und Illustrator
- Haupt, Sabine (* 1959), Schweizer Literaturwissenschaftlerin und Schriftstellerin
- Haupt, Sabine (* 1966), deutsche Schauspielerin und Mitglied des Ensembles des Wiener Burgtheaters
- Haupt, Sebastian († 1760), österreichischer Altarbauer, Tischler und Kunsthandwerker
- Haupt, Sebastian (* 1985), deutscher Skeletonpilot
- Haupt, Silke, deutsche Schauspielerin, Synchron- und Hörspielsprecherin
- Haupt, Stefan (* 1961), Schweizer Filmemacher, Regisseur, Autor und ProduzentStefan Haupt (* 1961)

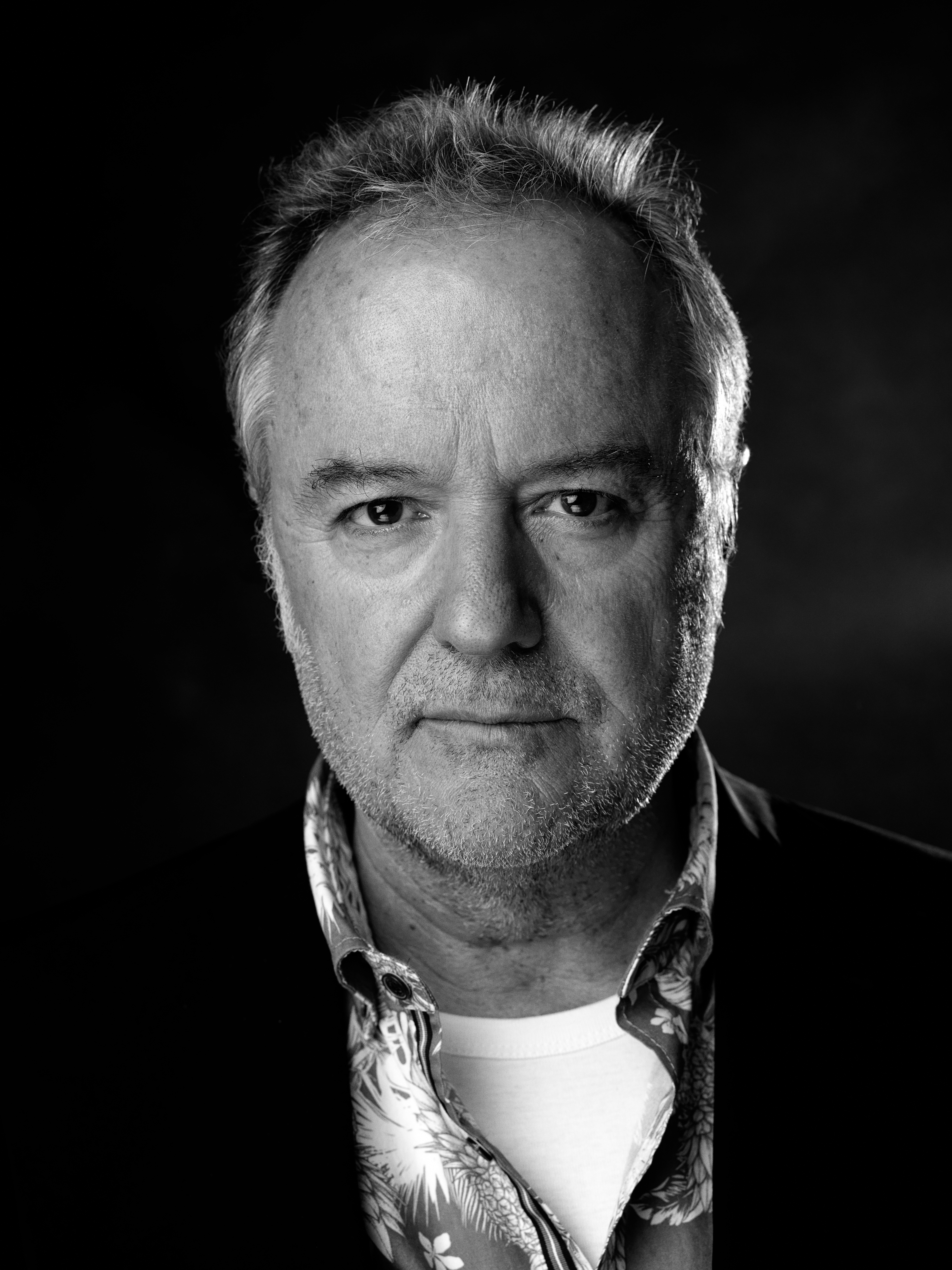
Stefan Haupt (* 1961)

- Haupt, Stefan (* 1962), deutscher Jurist, Mediator, Datenschutzbeauftragter und Kunstsammler
- Haupt, Stephan (* 1970), deutscher Politiker (FDP), MdL
- Haupt, Sven (* 1976), deutscher Autor
- Haupt, Thea (1906–1981), deutsche Schriftstellerin und Grafikerin
- Haupt, Theodor von (1782–1832), deutscher Jurist und Schriftsteller
- Haupt, Till F. E. (* 1970), deutscher zeitgenössischer bildender Künstler, Illustrator und kulturpolitischer Aktivist
- Haupt, Tobias (* 1984), deutscher Wirtschaftswissenschaftler, Hochschullehrer und Fußballfunktionär
- Haupt, Ullrich (1915–1991), deutschamerikanischer Schauspieler und Regisseur
- Haupt, Ullrich senior (1887–1931), deutschamerikanischer Schauspieler und Theaterregisseur in den Vereinigten Staaten
- Haupt, Ulrich (* 1952), deutscher Leichtathlet
- Haupt, Walter (1935–2023), deutscher Komponist, Dirigent, Regisseur, Klangarchitekt, Experimentator
- Haupt, Walther (1895–1990), deutscher Lehrer, Archivar und Numismatiker
- Haupt, Werner (* 1908), deutscher Allgemeinarzt und ärztlicher Standespolitiker
- Haupt, Werner (1923–2005), deutscher Bibliothekar und Militärhistoriker
- Haupt, Werner (1934–1999), deutscher Tischtennisspieler und -trainer
- Haupt, Wilhelm (1831–1913), deutscher Baptistenpastor und Evangelist
- Haupt, Wilhelm (1846–1932), deutscher Theologe und Oberkonsistorialrat
- Haupt, Wilhelm (1869–1950), deutscher Schuhmacher, Redakteur und Politiker (SPD), MdR
- Haupt, Wilhelm (1903–1952), deutscher Politiker (SPD), MdBB
- Haupt, Wolfgang (1921–2005), deutscher Biologe
- Haupt, Wolfgang (* 1963), deutscher Leichtathlet und Bobfahrer
- Haupt, Zygmunt (1907–1975), polnischer Maler, Schriftsteller und Architekt
- Hauptfleisch, Johann (1846–1923), österreichischer Techniker und Pädagoge
- Häuptle, Nora (* 1983), Schweizer Fußballspielerin und -trainerinNora Häuptle (* 1983)

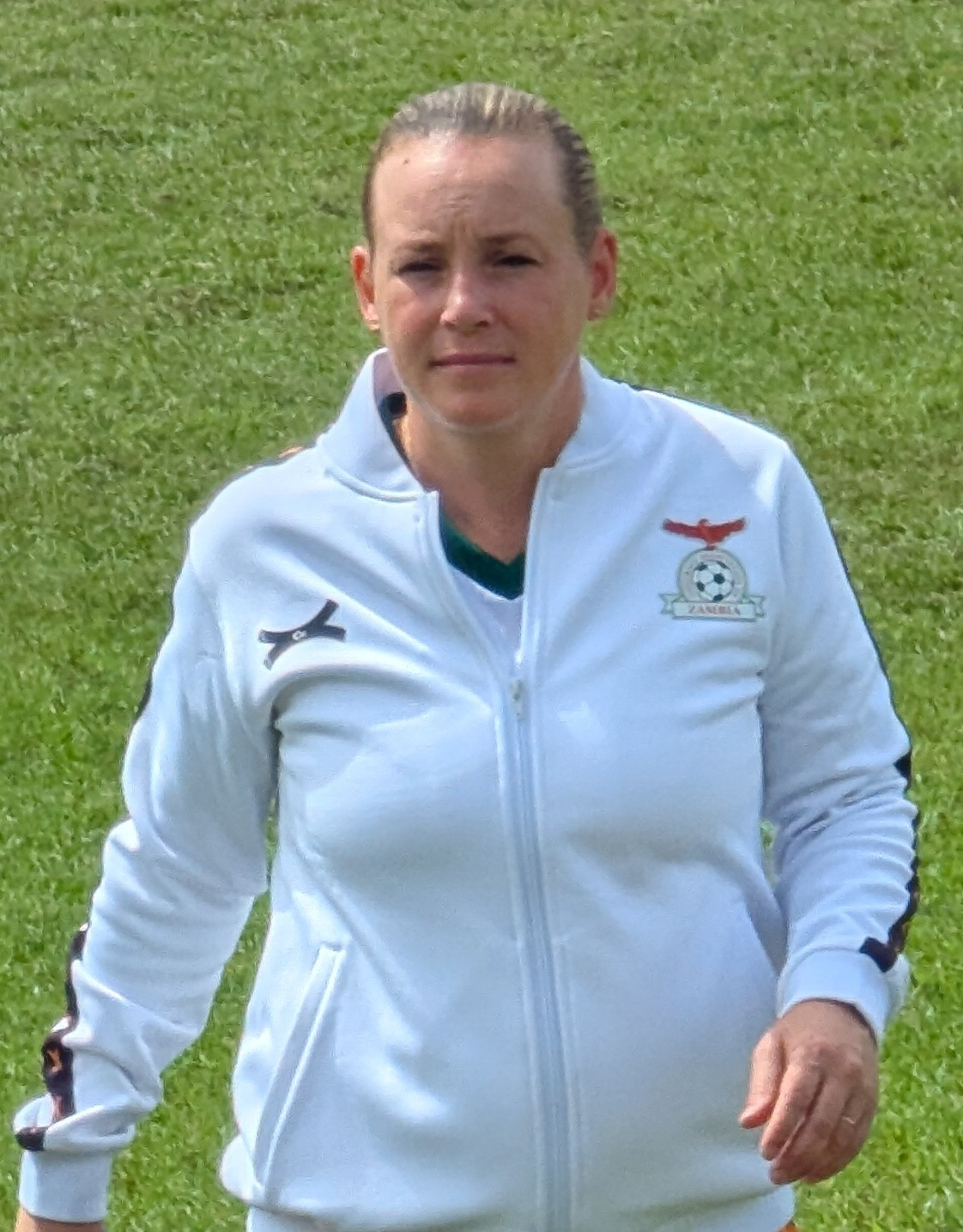
Nora Häuptle (* 1983)

- Häuptli, Bruno W. (1934–2024), Schweizer Gymnasiallehrer und Altphilologe
- Häuptling Büffelkind Langspeer (1890–1932), afroamerikanischer Journalist, Autor und Filmschauspieler
- Hauptman, Andrej (* 1975), slowenischer Radrennfahrer
- Hauptman, Blažka (* 2001), slowenische Handballspielerin
- Hauptman, Herbert A. (1917–2011), US-amerikanischer Mathematiker, Biophysiker und Nobelpreisträger für Chemie
- Hauptman, Micah (* 1973), US-amerikanischer Schauspieler
- Hauptmann Kornelius, römischer Offizier, nach Angabe des neuen Testaments erster getaufter Nichtjude
- Hauptmann von Köpenick (1849–1922), deutsch-luxemburgischer Schuhmacher und Hochstapler (Hauptmann von Köpenick)Hauptmann von Köpenick (1849–1922)

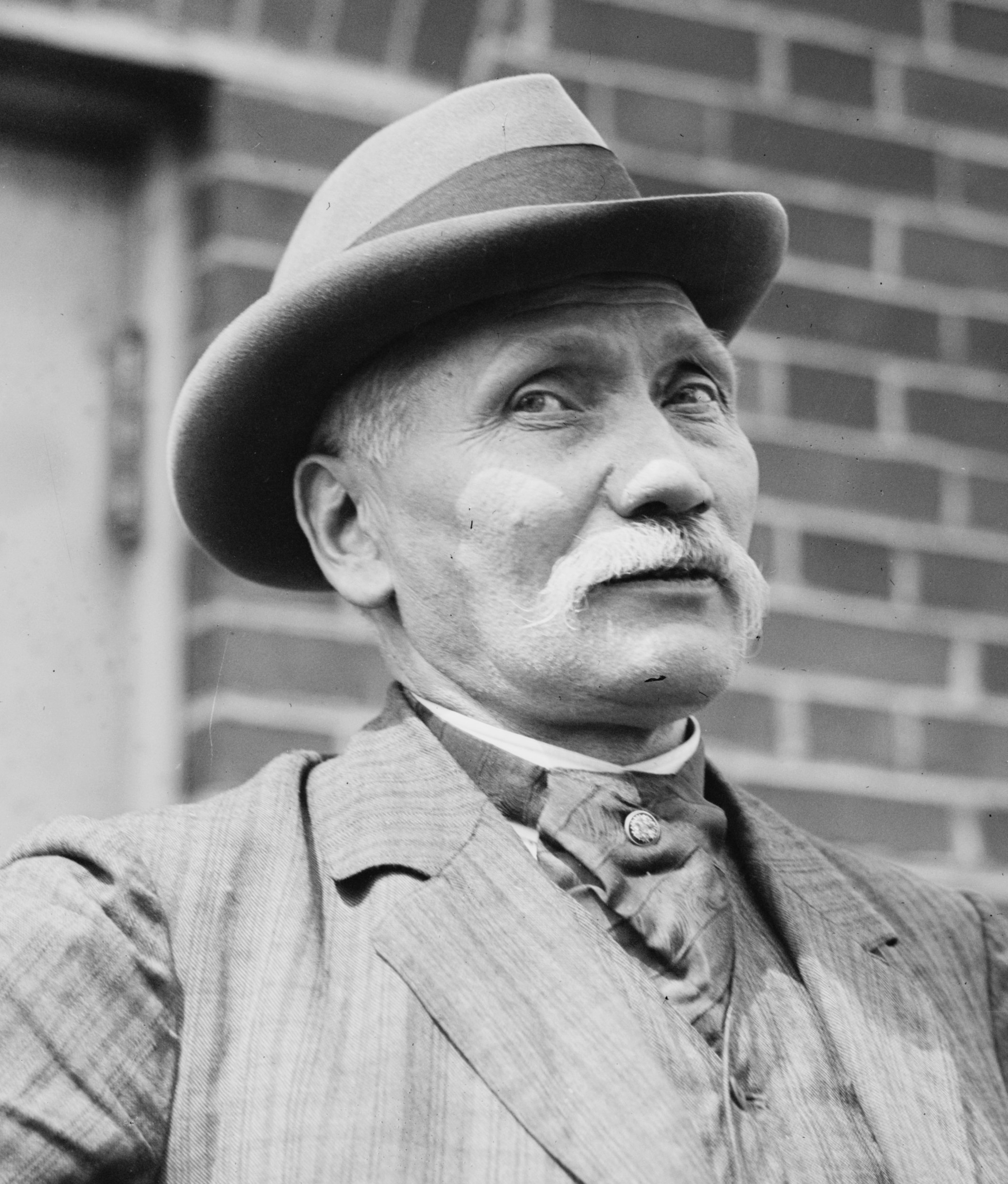
Hauptmann von Köpenick (1849–1922)

- Hauptmann, Alfred (1881–1948), deutscher Psychiater und Neurologe
- Hauptmann, Anja (* 1943), deutsche Liedtexterin
- Hauptmann, Anton (1864–1953), deutscher Verwaltungsjurist und Ministerialbeamter in Bayern
- Hauptmann, Anton Georg (1735–1803), deutscher Baumeister
- Hauptmann, August (1607–1674), Arzt und Alchemist in Dresden und Bad Wolkenstein
- Hauptmann, Bruno Richard (1899–1936), deutscher Emigrant, Mörder
- Hauptmann, Carl (1853–1933), deutscher Verleger und Schriftsteller
- Hauptmann, Carl (1858–1921), deutscher Dramatiker und Schriftsteller
- Hauptmann, Cornelius (* 1951), deutscher Opern- und Konzertsänger (Bass)
- Hauptmann, Elisabeth (1897–1973), deutsche Schriftstellerin und Mitarbeiterin Bertolt Brechts
- Hauptmann, Emil (1940–2012), tschechischer Künstler und Autor mehrerer Zeichentrickfilme für Kinder
- Hauptmann, Eugenie (1865–1933), deutsch-böhmische Malerin
- Hauptmann, Eva (1894–1986), deutsche Geigerin und Hochschullehrerin
- Hauptmann, Felix (1856–1934), deutscher Jurist und Heraldiker
- Hauptmann, Felix (* 1993), deutscher Jazzmusiker (Piano, Komposition)
- Hauptmann, Ferdinand (1913–1989), banatschwäbischer römisch-katholischer Ordinarius von Timișoara
- Hauptmann, Ferdinand (1919–1987), österreichischer Historiker
- Hauptmann, Friedrich (* 1860), deutscher Chorleiter und Dirigent
- Hauptmann, Gaby (* 1957), deutsche Schriftstellerin
- Hauptmann, Gerhart (1862–1946), Schriftsteller des deutschen NaturalismusGerhart Hauptmann (1862–1946)

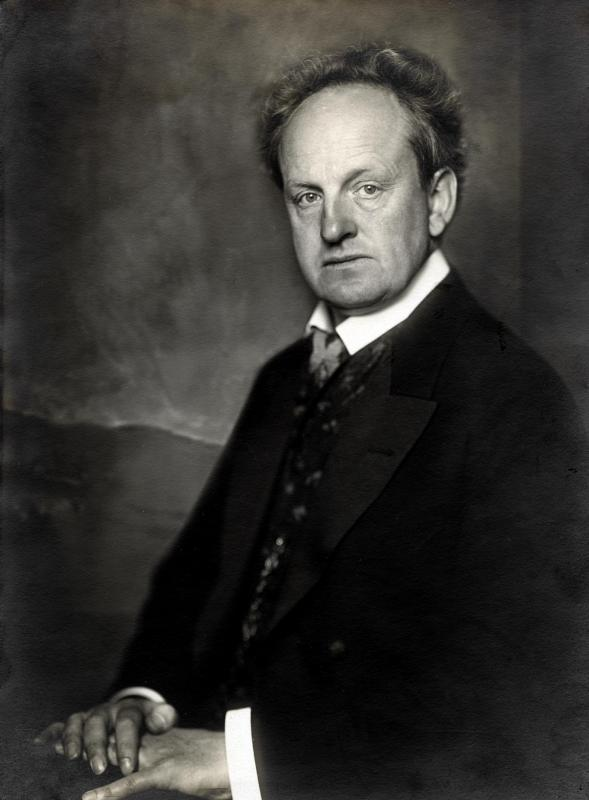
Gerhart Hauptmann (1862–1946)

- Hauptmann, Hans (1865–1946), deutscher Schriftsteller und völkisch-nationaler und antisemitischer Publizist
- Hauptmann, Hans-Peter (1939–1965), deutsches Todesopfer der Berliner Mauer
- Hauptmann, Harald (1936–2018), deutscher Prähistoriker
- Hauptmann, Helmut (* 1928), deutscher Schriftsteller
- Hauptmann, Ivo (1886–1973), deutscher Maler
- Hauptmann, Johann Gottfried (1712–1782), deutscher Gymnasiallehrer, Klassischer Philologe und Theologe
- Hauptmann, Johann Gottlieb (1703–1768), deutscher evangelischer Theologe und Sorabist
- Hauptmann, Karl (1880–1947), deutscher Maler
- Hauptmann, Lorenz (1802–1870), österreichischer Organist, Kirchenmusiker, Komponist und Musikpädagoge
- Hauptmann, Margarete (1875–1957), deutsche Friedensaktivistin und Schauspielerin
- Hauptmann, Marie (1860–1914), erste Ehefrau von Gerhart Hauptmann
- Hauptmann, Marius (* 1999), deutscher Fußballspieler
- Hauptmann, Mark (* 1984), deutscher Politiker (CDU), MdB
- Hauptmann, Moritz (1792–1868), deutscher Komponist, Geiger und Musiktheoretiker
- Hauptmann, Niklas (* 1996), deutscher FußballspielerNiklas Hauptmann (* 1996)

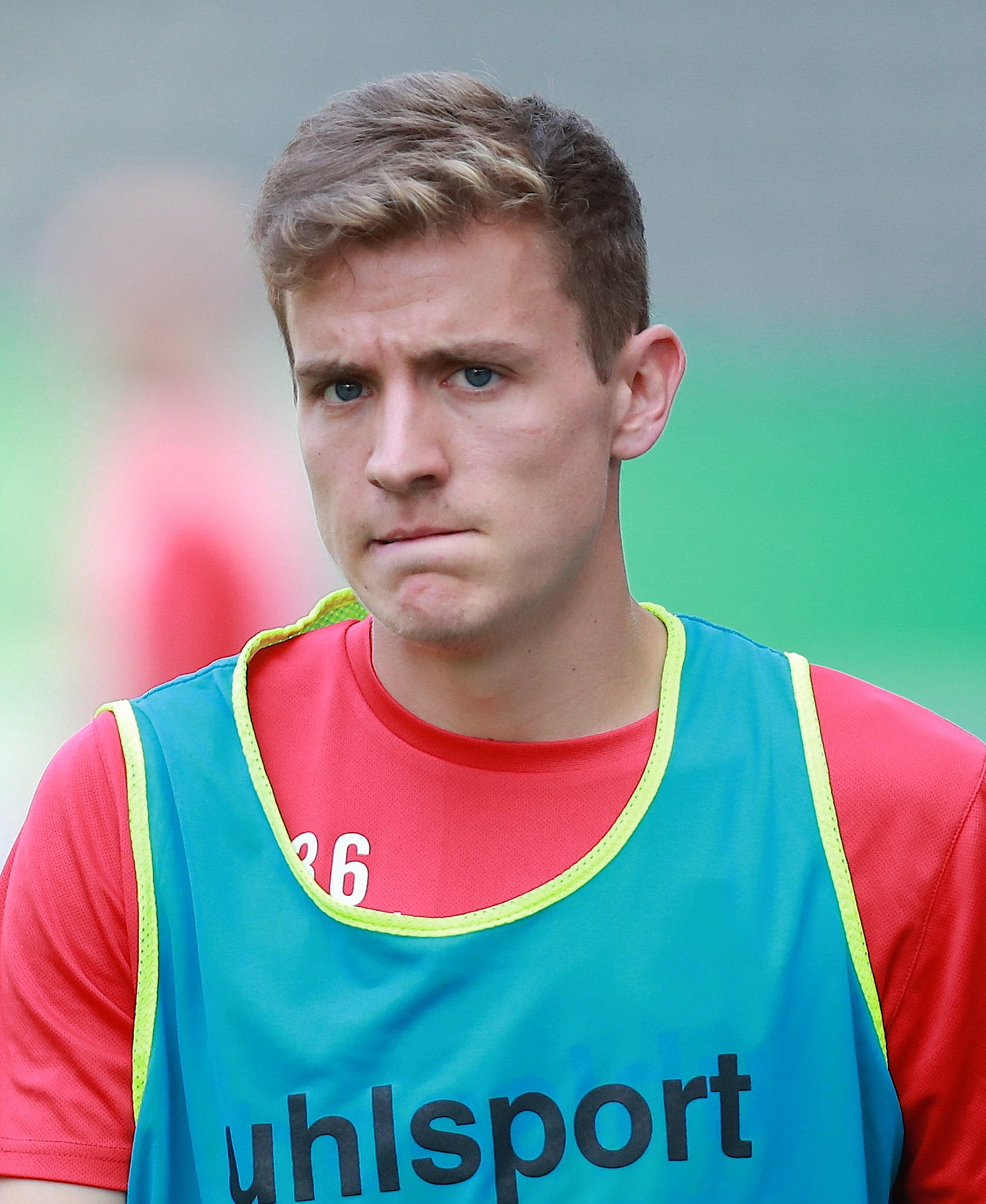
Niklas Hauptmann (* 1996)

- Hauptmann, Paul (* 1967), österreichischer Regisseur und Produzent
- Hauptmann, Paul Adolf (1887–1958), deutscher Maler
- Hauptmann, Peter (1825–1895), deutscher Verleger und Politiker (Zentrum)
- Hauptmann, Peter (1928–2016), deutscher lutherischer Theologe
- Hauptmann, Peter (* 1944), deutscher Physiker und Hochschullehrer
- Hauptmann, Peter (* 1966), deutscher Politiker, Staatssekretär im Saarland
- Hauptmann, Ralf (* 1968), deutscher FußballspielerRalf Hauptmann (* 1968)

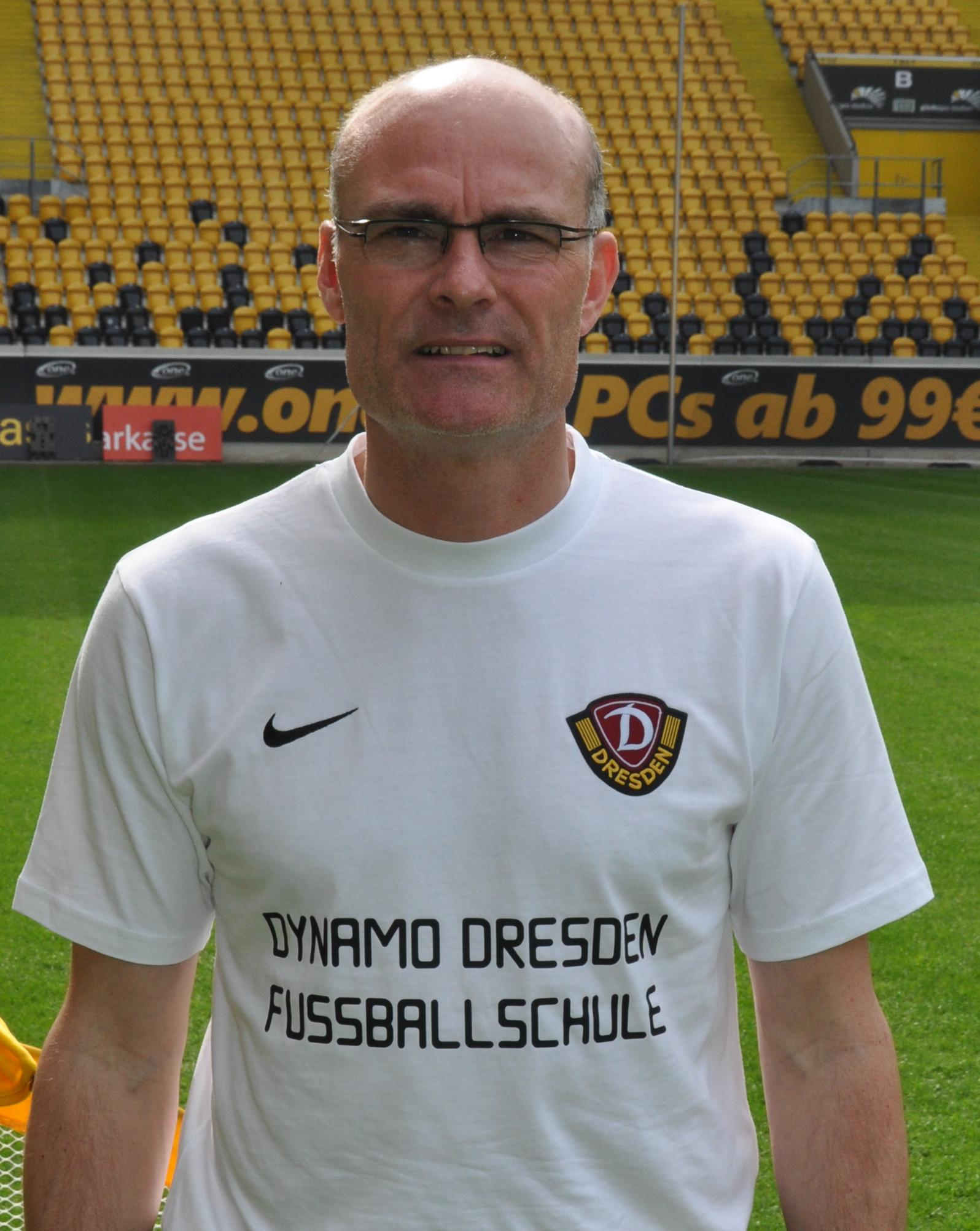
Ralf Hauptmann (* 1968)

- Hauptmann, Reinhard (* 1947), deutscher Fußballspieler (DDR)
- Hauptmann, Siegfried (1931–2011), deutscher Chemiker
- Hauptmann, Susette (1811–1890), deutsche Malerin, Zeichnerin und Sängerin
- Hauptmann, Tatjana (* 1950), deutsche Illustratorin und Autorin
- Hauptmann, Walter (1909–1988), deutscher Politiker (DP, GDP, FDP), MdBB
- Hauptmann, Werner (* 1968), tschechischer Lokalpolitiker
- Hauptmannl, Karl (1918–1993), deutscher Lehrer und Mitglied des Bayerischen Senats
- Hauptmanns, Jean (* 1886), deutscher Ringer
- Hauptmeier, Ariel (* 1969), deutscher Journalist und Buchautor
- Hauptmeyer, Carl-Hans (* 1948), deutscher Historiker
- Hauptmüller, Gundi (* 1966), deutsche Politikerin (STATT Partei, GAL), MdHB
- Hauptner, Ferdinand (* 1782), deutscher Koch
- Hauptner, Thuiskon Emil (1821–1889), deutscher Komponist und Musikpädagoge
- Haupts, Leo (1927–2024), deutscher Historiker
- Hauptvogel, Volker (* 1956), deutscher Gastronom, Sänger, Schauspieler und Autor